# Egil Olli

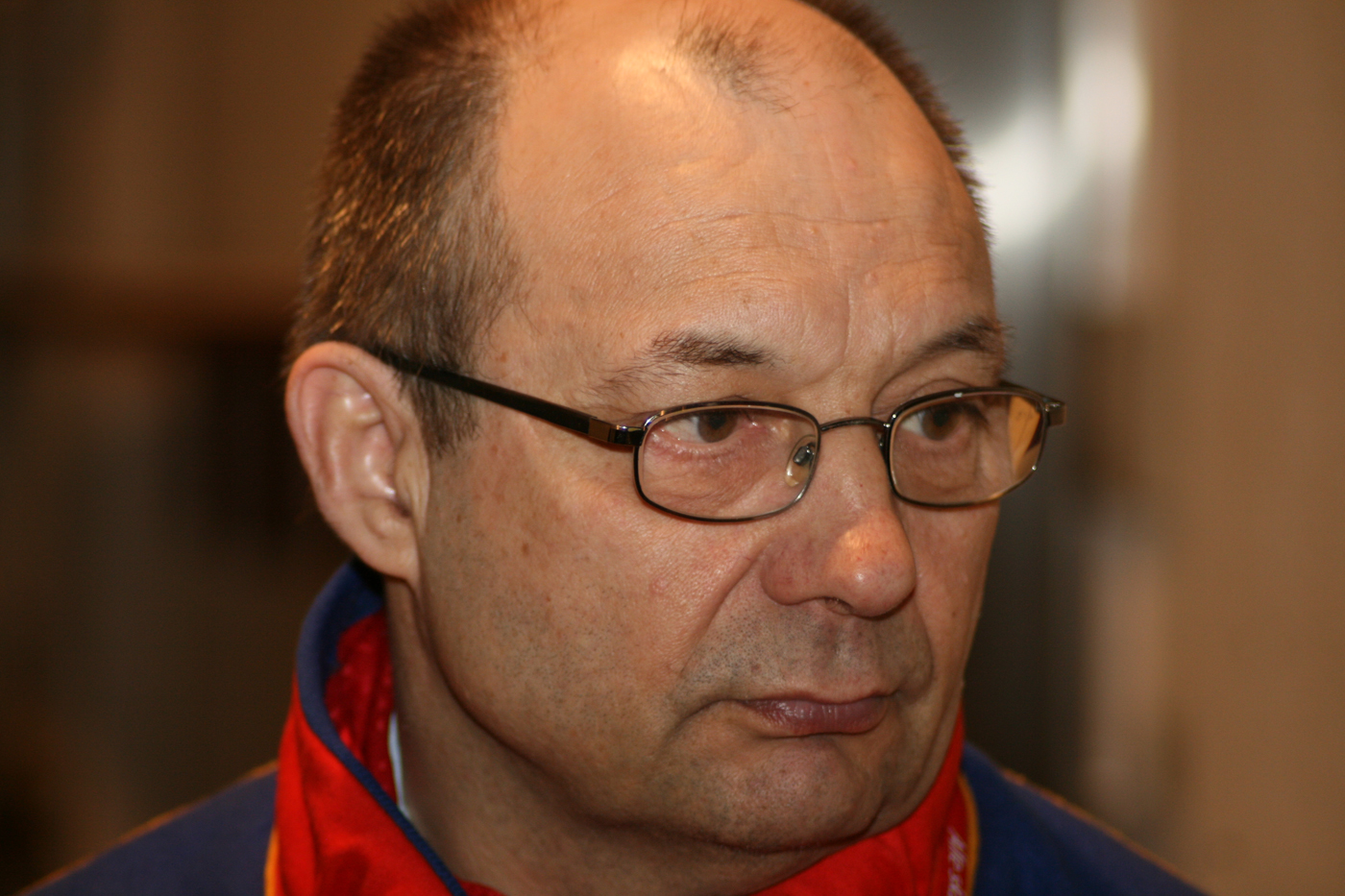
Egil Olli

Egil Andreas Olli, född 13 oktober 1949 i Karasjok i Finnmark fylke i Norge, är en norsk samisk politiker.
Egil Olli blev president i norska Sametinget i september 2007. Han var sametingsrepresentant 2005-2009 for Arbeiderpartiet och blev invald igen för 2009-2013. Han var 2006-2007 den första styrelseordföranden för Finnmarkseiendommen.
Som medlem av sametingsrådet blev han i Sametingets plenum ersatt av Ronny Wilhelmsen 2010. 2012 meddelande Olli att han inte kommer att ställa upp för återval.